# Tossal de Sant Romà
El Tossal de Sant Romà és una muntanya de 1.373 metres que es troba al municipi del Pont de Suert, a la comarca catalana de l'Alta Ribagorça.